# إلين ماتسون
إلين ماتسون (بالسويدية: Ellen Jelinek) هي ممثلة سويدية، ولدت في 5 ديسمبر 1973 في السويد.

## وصلات خارجية
- إلين ماتسون على موقع IMDb (الإنجليزية)
- إلين ماتسون على موقع قاعدة بيانات الأفلام السويدية (السويدية)
- إلين ماتسون على موقع قاعدة بيانات الفيلم (الإنجليزية)